# Demetrio Lozano
Demetrio Lozano Jarque (Alcalá de Henares, 23 settembre 1975) è un ex pallamanista e allenatore di pallamano spagnolo.

## Palmarès
- Giochi olimpici

Atlanta 1996: bronzo.
Sydney 2000: bronzo.
Pechino 2008: bronzo.
- Mondiali

Tunisia 2005: oro.
- Europei

Spagna 1996: argento.
Italia 1998: argento.
Croazia 2000: bronzo.
Svizzera 2006: argento.
- Giochi del Mediterraneo

Almería 2005: oro.